# 佩德罗·恩里克斯·乌雷尼亚
佩德罗·恩里克斯·乌雷尼亚（西班牙語：Pedro Henríquez Ureña，1884年6月29日—1946年5月11日）是多明尼加共和國作家、文学评论家、文学史家。

## 生平
佩德罗·恩里克斯·乌雷尼亚於1884年6月29日生于多米尼加首都圣多明各，是政治家法蘭西斯科·恩里克斯·伊·卡瓦哈爾與诗人萨洛梅·乌雷尼亚之子。他的家族傳承著聖多明哥的文化傳統，其家族亦與何塞·馬蒂和欧亨尼奥·玛丽亚·德·奥斯托斯等加勒比海地区的知識分子有往来。作为上层知识分子的一员，恩里克斯·乌雷尼亚與他的兄弟姐妹们自幼接受了良好的教育，年龄稍长时，他便經常參加文艺沙龙和讀書會，通读了對西班牙戲劇、法國小說以及易卜生戲劇等古今文学作品，亦點燃了他對文學创作的興趣。

## 延伸阅读
- Henríquez Ureña, Pedro. . 由蔡潇洁翻译. 中国上海: 光启书局. 2022-06. ISBN 9787545219555. OCLC 1375136268 （中文（中国大陆））.